# Iśwarakryszna
Iśwarakryszna (sanskryt  Īśvarakṛṣṇa) – pisarz i filozof indyjski, żył przed 546 rokiem n.e., prawdopodobnie ok. r. 350.
Autor najstarszego zachowanego (ale nie faktycznie najstarszego) traktatu sankhji - Sāṁkhyakārikā - "Strofki o sankhji" (zwanego też Suvarṇasaptati - "Złota siedemdziesiątka"), składającego się z 72 lub 73 strof (kārika) o naturze wierszowanych aforyzmów. Dzieło Iśwarakryszny było szeroko komentowane, m.in. przez Gaudapadę, Matharę, Waczaspatiego Miśrę i Paramarthę (ten ostatni tekst zachował się tylko w przekładzie chińskim z 546 r., włączonym do kanonu buddyjskiego.
Tekst był dwukrotnie przełożony na język polski, przez F. Tokarza (1945, wyd. 1985) i przez M. Jakubczak (2002).

## Źródła
- Sāṁkhya-Kārikā, with variants, ed. by Ferenc Ruzsa - sanskrycki tekst Sāṁkhyakārikā z wariantami tekstowymi.
- Franciszek Tokarz, Z filozofii indyjskiej: kwestie wybrane, cz. 2, TN KUL: Lublin 1985, s. 183-194.
- Marta Kudelska red. , Filozofia Wschodu. Wybór tekstów,  WUJ: Kraków 2002, s. 81-98.